# Henry Taube
Henry Taube (Neudorf (Canada), 30 november 1915 – Palo Alto, 16 november 2005) was een Amerikaans scheikundige die in Canada geboren werd. In 1942 werd hij Amerikaans staatsburger. Hij ontving de Nobelprijs voor de Scheikunde in 1983 voor zijn werk op het gebied van de mechanismen die betrokken zijn bij reacties met elektronen-transfer, in het bijzonder in metaalcomplexen.

## Biografie
Taube was de jongste van de vier zonen van Samuel Taube en Albertina Tiledetzski die een boerderij hadden in de Canadese plaats Neudorf. Zijn ouders waren in 1911 geëmigreerd uit Oekraïne naar Canada. Op zijn twaalfde verliet Henry zijn geboortestad en verhuisde naar Regina (Canada) alwaar hij het Luther College bezocht en er zijn middelbare opleiding afrondde.
Hij bezocht de Universiteit van Saskatchewan en ontving er zijn bachelor (B.Sc.) in 1935 en zijn master (M.Sc.) in 1937. Gedurende zijn periode aan Saskatchewan studeerde hij samen met Gerhard Herzberg, de latere Nobellaureaat scheikunde in 1971. Vervolgens ging hij naar de Universiteit van Californië in Berkeley waar hij in 1940 promoveerde. Zijn promotor was William Bray. Na zijn promotie bleef Taube werkzaam in de Verenigde Staten.
Hij doceerde scheikunde aan Cornell-universiteit (1941-1946), de Universiteit van Chicago (1946-1952) en was hoogleraar te Chicago (1952-1961) en aan de Stanford-universiteit (1961-86).
Hij stierf op 89-jarige leeftijd in zijn huis in Palo Alto.
Taube was gehuwd met Mary Alice Wesche, ze hadden twee zonen en twee dochters. Zijn zoon Karl Taube is een bekend Mayanist en doceert antropologie aan de Universiteit van Californië - Riverside.

## Werk
In 1983 verkreeg Taube de Nobelprijs voor de Scheikunde voor zijn studies naar oxidatie-reductie of redoxreacties waarbij elektronen worden opgenomen of afgeaan tijdens een chemische reactie. In 1952 publiceerde Taube in Chemical Reviews een belangrijk schrijven waarin hij de correlatie aantoonde tussen de verhouding van chemische substitutie van koolstof in organische reacties en de elektronenstructuur van bepaalde chemische samenstellingen. In 1966 ontdekte hij dat bepaalde moleculen een "chemische brug" bouwen voorafgaand aan de overdracht van elektronen tussen moleculen in chemische reacties. Later demonstreerde hij hoe het elektronenoverdrachtsproces in metalen wordt beïnvloed door de structuur van deze chemische brug.

## Erkenning
Voor zijn werk verkreeg Taube verscheidene nationale en internationale toekenningen en onderscheidingen, waaronder twaalf verschillende medailles en prijzen van de American Chemical Society (ACS). Daarnaast ontving hij de National Medal of Science (1977), de NAS Award in Chemical Sciences (1983), de Nobelprijs (1985) en de Priestley Medal (1985). 
Hij was lid van diverse binnen- en buitenlandse wetenschapsgenootschappen, waaronder de American Academy of Arts and Sciences, de American Chemical Society en de National Academy of Science (NAS).
1901: Van 't Hoff ·
1902: E. Fischer ·
1903: Arrhenius ·
1904: Ramsay ·
1905: Baeyer ·
1906: Moissan ·
1907: Buchner ·
1908: Rutherford ·
1909: Ostwald ·
1910: Wallach ·
1911: Curie ·
1912: Grignard, Sabatier ·
1913: Werner ·
1914: Richards ·
1915: Willstätter ·
1918: Haber ·
1920: Nernst ·
1921: Soddy ·
1922: Aston ·
1923: Pregl ·
1925: Zsigmondy ·
1926: Svedberg ·
1927: Wieland ·
1928: Windaus ·
1929: Harden, Euler-Chelpin ·
1930: H. Fischer · 
1931: Bosch, Bergius ·
1932: Langmuir ·
1934: Urey ·
1935: F. Joliot-Curie, I. Joliot-Curie ·
1936: Debye ·
1937: Haworth, Karrer ·
1938: Kuhn ·
1939: Butenandt, Ružička ·
1943: Hevesy · 
1944: Hahn ·
1945: Virtanen ·
1946: Sumner, Northrop, Stanley ·
1947: Robinson · 
1948: Tiselius · 
1949: Giauque ·
1950: Diels, Alder ·
1951: McMillan, Seaborg ·
1952: Martin, Synge ·
1953: Staudinger ·
1954: Pauling ·
1955: Vigneaud ·
1956: Hinshelwood, Semjonov ·
1957: Todd ·
1958: Sanger ·
1959: Heyrovský ·
1960: Libby ·
1961: Calvin ·
1962: Perutz, Kendrew ·
1963: Ziegler, Natta ·
1964: Hodgkin ·
1965: Woodward ·
1966: Mulliken ·
1967: Eigen, Norrish, Porter ·
1968: Onsager ·
1969: Barton, Hassel ·
1970: Leloir ·
1971: Herzberg ·
1972: Anfinsen, Moore, Stein · 
1973: E.O. Fischer, Wilkinson · 
1974: Flory ·
1975: Cornforth, Prelog ·
1976: Lipscomb ·
1977: Prigogine · 
1978: Mitchell ·
1979: Brown, Wittig ·
1980: Berg, Gilbert, Sanger ·
1981: Fukui, Hoffmann ·
1982: Klug ·
1983: Taube ·
1984: Merrifield ·
1985: Hauptman, Karle ·
1986: Herschbach, Lee, Polanyi ·
1987: Cram, Lehn, Pedersen ·
1988: Deisenhofer, Huber, Michel ·
1989: Altman, Cech ·
1990: Corey ·
1991: Ernst ·
1992: Marcus ·
1993: Mullis, Smith ·
1994: Olah ·
1995: Crutzen, Molina, Rowland ·
1996: Curl, Kroto, Smalley ·
1997: Boyer, Walker, Skou ·
1998: Kohn, Pople ·
1999: Zewail ·
2000: Heeger, MacDiarmid, Shirakawa ·
2001: Knowles, Noyori, Sharpless ·
2002: Fenn, Tanaka, Wüthrich ·
2003: Agre, MacKinnon ·
2004: Ciechanover, Hershko, Rose ·
2005: Grubbs, Schrock, Chauvin ·
2006: Kornberg ·
2007: Ertl ·
2008: Shimomura, Chalfie, Tsien ·
2009: Steitz, Yonath, Ramakrishnan ·
2010: Heck, Negishi, Suzuki ·
2011: Shechtman ·
2012: Kobilka, Lefkowitz ·
2013: Karplus, Levitt, Warshel ·
2014: Betzig, Hell, Moerner ·
2015: Lindahl, Modrich, Sancar ·
2016: Sauvage, Stoddart, Feringa ·
2017: Dubochet, Frank, Henderson · 
2018: Arnold, Winter, Smith ·   
2019: Goodenough, Whittingham, Yoshino ·
2020: Charpentier, Doudna ·
2021: List, MacMillan ·
2022: Bertozzi, Meldal, Sharpless ·
2023: Bawendi, Brus, Jekimov ·
2024: Baker, Hassabis, Jumper